# Championnat de république démocratique du Congo de football de deuxième division 2016
Navigation
Tournoi de la montée 2015 Tournoi de la montée 2017
Le Tournoi de la montée 2016 est la cinquième édition de la compétition jouant office de la seconde division en RDC, réunissant tous les champions provinciaux afin que certains soient promu en Linafoot, elle est organisée par la FECOFA. Cette compétition est jouée sous forme de trois mini-coupe en fonction des zones footballistique en RDC. La zone Est (Nord-Kivu, Sud-Kivu, Maniema, Province Orientale), la zone centre-sud (Katanga, Kasaï-Occidental, Kasaï-Oriental) et la zone ouest (Kinshasa, Bandundu, Équateur, Bas-Congo).

## Participants

### Zone est
- DC Virunga, Nord-Kivu
- OC Bukavu Dawa, Sud-Kivu
- AS Nika, Maniema
- FC Mont Bleu, Province Orientale

### Zone centre-sud
- AS Simba Kamikaze, Katanga
- Mbongo Sport, Kasaï-Oriental
- AC Dibumba, Kasaï-Occidental

### Zone ouest
- AS Veti, Bas-Congo
- AS Ndombe, Bandundu
- FC Renaissance[2], Kinshasa
- FC Lumière, Équateur

## Phase finale
Pour la phase finale les 10 équipes s'affrontent en 3 groupes de 3 ou 4 équipes.

### Zone ouest

#### Groupe A
À Matadi au Stade Damar
Tour 1 [19 Août] 
AS Veti 2-0 FC Lumière
Tour 2 [21 Août] 
AS Ndombe 0-1 AS Veti
Tour 3 [27 Août] 
FC Lumière 0-1 AS Ndombe

#### Classement final
| Rang | Équipe                | Pts | J | G | N | P | Bp | Bc | Diff |
| ---- | --------------------- | --- | - | - | - | - | -- | -- | ---- |
| 1    | AS Veti (Matadi)      | 6   | 2 | 2 | 0 | 0 | 3  | 0  | +3   |
| 2    | AS Ndombe (Bandundu)  | 3   | 2 | 1 | 0 | 1 | 1  | 1  | 0    |
| 3    | FC Lumière (Mbandaka) | 0   | 2 | 0 | 0 | 2 | 0  | 3  | -3   |

- Promotion en Linafoot 2015-2016

### Zone est

#### Groupe B
À Kindu au Stade Joseph Kabila Kabange
Tour 1 [21 Août] 
AS Nika 1-0 FC Mont Bleu
DC Virunga 2-1 OC Bukavu Dawa
Tour 2 [23 Août] 
DC Virunga 0-0 FC Mont Bleu
OC Bukavu Dawa 1-0 AS Nika
Tour 3 [25 Août] 
FC Mont Bleu 1-3 OC Bukavu Dawa
DC Virunga 1-0 AS Nika Kasongo

#### Classement final
| Rang | Équipe                  | Pts | J | G | N | P | Bp | Bc | Diff |
| ---- | ----------------------- | --- | - | - | - | - | -- | -- | ---- |
| 1    | DC Virunga (Goma)       | 7   | 3 | 2 | 1 | 0 | 3  | 1  | +2   |
| 2    | OC Bukavu Dawa (Bukavu) | 6   | 3 | 2 | 0 | 1 | 5  | 3  | +2   |
| 3    | AS Nika (Kasongo)       | 3   | 3 | 1 | 0 | 2 | 1  | 2  | -1   |
| 4    | FC Mont Bleu (Bukavu)   | 1   | 3 | 0 | 1 | 2 | 1  | 4  | -3   |

- Promotion en Linafoot 2015-2016

### Zone centre-sud

#### Groupe C
À Mbuji-Mayi au Stade Tshikisha
Tour 1 [19 Août] 
OC Mbongo Sports 0-4 AC Dibumba
Tour 2 [28 Août]
OC Mbongo Sports 2-0 AS Simba Kamikaze
Tour 3 [30 Août]
AS Simba Kamikaze 3-1 Atletico Club Dibumba

#### Classement final
| Rang | Équipe                        | Pts | J | G | N | P | Bp | Bc | Diff |
| ---- | ----------------------------- | --- | - | - | - | - | -- | -- | ---- |
| 1    | AC Dibumba (Tshikapa)         | 3   | 2 | 1 | 0 | 1 | 5  | 3  | +2   |
| 2    | AS Simba Kamikaze (Kolwezi)   | 3   | 2 | 1 | 0 | 1 | 3  | 3  | 0    |
| 3    | OC Mbongo Sports (Mbuji-Mayi) | 3   | 2 | 1 | 0 | 1 | 2  | 4  | -2   |

- Promotion en Linafoot 2015-2016

## Bilan de la saison
| Championnat de république démocratique du Congo de football de deuxième division 2015-2016   |                                                                         |
| Champion                                                                                     | AS Veti (Zone ouest) DC Virunga (Zone est) AC Dibumba (Zone centre-sud) |
| Promotions et relégations                                                                    |                                                                         |
| Promus en Vodacom Ligue 1\|Vodacom Super Ligue                                               | FC Renaissance                                                          |
| Promus en Vodacom Ligue 1\|Vodacom Super Ligue                                               | AS Veti                                                                 |
| Promus en Vodacom Ligue 1\|Vodacom Super Ligue                                               | AC Dibumba                                                              |
| Promus en Vodacom Ligue 1\|Vodacom Super Ligue                                               | AS Simba Kamikaze                                                       |
| Promus en Vodacom Ligue 1\|Vodacom Super Ligue                                               | AS Ndombe                                                               |
| Promus en Vodacom Ligue 1\|Vodacom Super Ligue                                               | AS Nika Kasongo                                                         |
| Promus en Vodacom Ligue 1\|Vodacom Super Ligue                                               | DC Virunga                                                              |
| Promus en Vodacom Ligue 1\|Vodacom Super Ligue                                               | OC Bukavu Dawa                                                          |
| Relégués en Championnat de république démocratique du Congo de football de deuxième division | Aucun                                                                   |